# Chiesa di Sant'Antonio abate (Trani)
La chiesa di Sant'Antonio abate, chiamata anche di Sant'Antuono, è una chiesa romanica di Trani dell'XI secolo situata sotto l'arco di accesso al molo sant'Antonio.

## Storia
Secondo la tradizione venne fatta edificare da un capitano di mare intorno all'anno 1000, per un voto fatto durante una tempesta di edificare una chiesa nel luogo ove fosse potuto giungere a terra sano e salvo.

## Descrizione
L'ingresso originario si trovava sul lato occidentale, ma venne in seguito ricoperto da un muraglione di rinforzo e per volere del viceré Pietro da Toledo vi furono aggiunti dei barbacani in pietra per farne un fortino a difesa dagli attacchi dei Saraceni.
L'interno è suddiviso in tre navate con nove colonne che sorreggono archi. Le campate sono coperte a cupola
Oggi è occupata da un ristorante.